# Toxoneura ephippium
Toxoneura ephippium is een vliegensoort uit de familie van de Pallopteridae. De wetenschappelijke naam van de soort is voor het eerst geldig gepubliceerd in 1860 door Johan Wilhelm Zetterstedt.